# Herrarnas stafett i längdskidåkning vid olympiska vinterspelen 2006
Herrarnas 4 x 10 kilometer stafett i de olympiska vinterspelen 2006 hölls vid Pragelato i Italien den 19 februari 2006.

## Medaljörer
| Spel    | Guld                                                                         | Silver                                                                   | Brons                                                                  |
| Stafett | Italien Fulvio Valbusa Giorgio Di Centa Pietro Piller Cottrer Cristian Zorzi | Tyskland Andreas Schlütter Jens Filbrich René Sommerfeldt Tobias Angerer | Sverige Mats Larsson Johan Olsson Anders Södergren Mathias Fredriksson |

## Resultat
| Placering | Lag                                                                                | Tid       |
| --------- | ---------------------------------------------------------------------------------- | --------- |
|           | Italien Fulvio Valbusa Giorgio Di Centa Pietro Piller Cottrer Cristian Zorzi       | 1:43:45,7 |
|           | Tyskland Andreas Schlütter Jens Filbrich René Sommerfeldt Tobias Angerer           | 1:44:01,4 |
|           | Sverige Mats Larsson Johan Olsson Anders Södergren Mathias Fredriksson             | 1:44:01,7 |
| 4         | Frankrike Christophe Perrillat Alexandre Rousselet Emmanuel Jonnier Vincent Vittoz | 1:44:22,8 |
| 5         | Norge Jens Arne Svartedal Odd-Bjørn Hjelmeset Frode Estil Tore Ruud Hofstad        | 1:44:56,3 |
| 6         | Ryssland Sergei Novikov Vasilij Rotjev Ivan Alypov Jevgenij Dementjev              | 1:45:09,9 |
| 7         | Schweiz Reto Burgermeister Christian Stebler Toni Livers Remo Fischer              | 1:45:10,9 |
| 8         | Estland Aivar Rehemaa Andrus Veerpalu Jaak Mae Kaspar Kokk                         | 1:45:23,8 |
| 9         | Tjeckien Martin Koukal Lukáš Bauer Jiří Magál Dušan Kožíšek                        | 1:46:03,3 |
| 10        | Finland Sami Jauhojärvi Tero Similae Olli Ohtonen Teemu Kattilakoski               | 1:46:36,1 |
| 11        | Kanada Devon Kershaw Sean Crooks Chris Jeffries George Grey                        | 1:48:15,9 |
| 12        | USA Kris Freeman Lars Flora Andrew Johnson Carl Swenson                            | 1:48:44,2 |
| 13        | Kazakstan Andrey Golovko Dmitrij Eremenko Maxim Odnodvortsev Yevgeniy Koschevoy    | 1:49:03,6 |
| 14        | Ukraina Roman Lejbjuk Vladimir Olstjanski Olexandr Putsko Michail Gumenyak         | 1:50:01,9 |
| 15        | Kina Xia Wan Li Geilang Zhang Chengye Zhang Qing                                   | 1:50:40,5 |
| DQ        | Österrike Martin Tauber Juergen Pinter Roland Diethart Johannes Eder               | DQ        |